# 內階增十
大熊座τ，又名BD+64 723，HD 78362、SAO 14796、HR 3624，是大熊座的一颗恒星，视星等为4.67，位于銀經151.21，銀緯39.42，其B1900.0坐标为赤經9h 2m 40.6s，赤緯+63° 39.42′ 14″。